# Anna Mowatt
Anna Mowatt, född 1819, död 1870, var en amerikansk skådespelare och författare. 
Hon var dotter till den amerikanska handlanden Samuel Gouveneur Ogden och Anna Lewis Ogden och gifte sig 1834 med advokaten James Mowatt (1805–1849). 
Hon debuterade som författare då hon utgav sin första bok år 1836. Hon framträdde även som offentlig uppläsare. 
Hon debuterade som skådespelare på Park Theatre i New York 1845, och hade därefter en framgångsrik scenkarriär med turnéer i USA och Europa fram till 1854, då hon avslutade sin scenkarriär. 

## Utmärkelser
Nedslagskratern Mowatt på planeten Venus är uppkallad efter henne.